# Волтонвил (Илиноис)
Волтонвил (енгл. Waltonville) град је у америчкој савезној држави Илиноис.

## Демографија
По попису из 2010. године број становника је 434, што је 12 (2,8%) становника више него 2000. године.
| Група             | 2000.       | 2010.       |
| Белци             | 412 (97,6%) | 425 (97,9%) |
| Афроамериканци    | 0 (0,0%)    | 2 (0,5%)    |
| Азијати           | 0 (0,0%)    | 0 (0,0%)    |
| Хиспаноамериканци | 5 (1,2%)    | 3 (0,7%)    |
| Укупно            | 422         | 434         |